# (718) Erida
(718) Erida – planetoida z pasa głównego okrążająca Słońce w ciągu 5 lat i 128 dni w średniej odległości 3,06 au. Została odkryta 29 września 1911 roku w Obserwatorium Uniwersyteckim w Wiedniu przez Johanna Palisę. Nazwa planetoidy pochodzi od imienia córki amerykańskiego astronoma Armina Otto Leuschnera. Przed jej nadaniem planetoida nosiła oznaczenie tymczasowe (718) 1911 MS.